# Frank Michler Chapman
Frank Michler Chapman (ur. 12 czerwca 1864, zm. 15 listopada 1945) – amerykański ornitolog, pracownik American Museum of Natural History. Był asystentem Joela A. Allena. Od 1908 był kustoszem działu Ptaków. Był twórcą Christmas Bird Count – usystematyzowanego indeksu ptaków.

## Publikacje
- 1895 – Handbook of Birds of Eastern North America
- 1898 – Bird-Life: A Guide to the Study of Our Common Birds
- 1900 – Bird Studies with a Camera
- 1901 – The revision of the genus Capromys
- 1903 – Color Key to North American Birds
- 1903 – The Economic Value of Birds to the State
- 1907 – Warblers of North America
- 1908 – Camps and Cruises of an Ornithologist
- 1910 – The Birds of the Vicinity of New York City: A guide to the Local Collection
- 1916 – The Travels of Birds
- 1917 – The Distribution of Bird-life in Colombia
- 1919 – Our Winter Birds
- 1921 – The Habit Groups of North American Birds
- 1921 – The Distribution of Bird Life in the Urubamba Valley of Peru. A report of the birds collected by the Yale University – National Geographic Society's expedition
- 1926 – The Distribution of Bird-life in Ecuador
- 1929 – My Tropical Air Castle
- 1931 – The Upper Zonal Bird-Life of Mts Roraima and Duida
- 1933 – Autobiography of a Bird-Lover
- 1934 – What Bird is That?
- 1938 – Life in an Air Castle: Nature Studies in the Tropics